# インノケンティウス4世 (ローマ教皇)
インノケンティウス4世（Innocentius IV, 1195年頃 - 1254年12月7日）は、第180代ローマ教皇（在位：1243年 - 1254年）。本名はシニバルド・フィエスキ（Sinibaldo Fieschi）。ハドリアヌス5世は甥に当たる。

## 生涯
1245年、第1リヨン公会議を開催、フランシスコ会の修道士プラノ・カルピニを、東方より来襲したタタール（モンゴル帝国）の偵察と再侵入防止工作の為にタタールの居住地方へと派遣した。一方で神聖ローマ皇帝フリードリヒ2世を破門、テューリンゲン方伯ハインリヒ・ラスペやホラント伯ウィレム2世を対立王に選出した。また、ポルトガル王サンシュ2世を廃位に追い込み、弟のアフォンソ3世に王位を譲らせた。
東欧ではヤロスラヴの戦い以降、ヨーロッパ防衛の橋頭堡だったハールィチ・ヴォルィーニ大公国がモンゴル帝国のジョチ・ウルスの属国になると、第二次ブルガリア帝国を新たなヨーロッパ防衛の橋頭堡とすべく、イヴァン・アセン2世時代に失効したブルガリアとの教会合同をカリマン1世に申し出た。
1246年、ジョチ・ウルスと戦っていたハールィチ・ヴォルィーニ大公ダヌィーロに王位を授けてルーシ王とし、ジョチ・ウルスを牽制したが、同年8月24日のクリルタイでグユクが第3代ハーンになり、カルピニが謁見の際に教皇の親書を手渡して和睦交渉を行なった。この時に教皇宛に送られたグユク・ハンの勅書が現存しており、グユクは教皇に帰順を求めている。帰国後カルピニは一時、教皇の怒りを買った。